# 25교구 본사
25교구 본사는 대한불교조계종에서 
전국 25개 교구에 둔 불교 본사(本寺)이다. 
본사에 예속된 절을 말사(末寺)라고 한다.
- 제1교구 조계사(曹溪寺)
- 제2교구 용주사(龍珠寺)
- 제3교구 신흥사(新興寺)
- 제4교구 월정사(月精寺)
- 제5교구 법주사(法住寺)
- 제6교구 마곡사(麻谷寺)
- 제7교구 수덕사(修德寺)
- 제8교구 직지사(直指寺)
- 제9교구 동화사(桐華寺)
- 제10교구 은해사(銀海寺)
- 제11교구 불국사(佛國寺)
- 제12교구 해인사(海印寺)
- 제13교구 쌍계사(雙磎寺)
- 제14교구 범어사(梵魚寺)
- 제15교구 통도사(通度寺)
- 제16교구 고운사(孤雲寺)
- 제17교구 금산사(金山寺)
- 제18교구 백양사(白羊寺)
- 제19교구 화엄사(華嚴寺)
- 제20교구 선암사(仙巖寺)
- 제21교구 송광사(松廣寺)
- 제22교구 대흥사(大興寺)
- 제23교구 관음사(觀音寺)
- 제24교구 선운사(禪雲寺)
- 제25교구 봉선사(奉先寺)

## 지역별
- 서울특별시 총무원 직할 조계사
- 경기도 화성시 용주사, 남양주시 봉선사
- 강원특별자치도 속초시 신흥사, 평창군 월정사
- 충청북도 보은군 법주사
- 충청남도 공주시 마곡사, 예산군 수덕사
- 경상북도 김천시 직지사, 영천시 은해사, 의성군 고운사, 경주시 불국사, 대구시 동구 동화사
- 경상남도 합천군 해인사, 하동군 쌍계사, 양산시 통도사, 부산시 범어사
- 전북특별자치도 김제시 금산사, 고창군 선운사
- 전라남도 장성군 백양사, 구례군 화엄사, 순천시 선암사ㆍ송광사, 해남군 대흥사
- 제주특별자치도 제주시 관음사